# SN 1993E
SN 1993E – supernowa typu II odkryta 27 stycznia 1993 roku w galaktyce PGC0027842. W momencie odkrycia miała maksymalną jasność 19,00m.